# Angelel·lita
L'angelel·lita és un mineral de la classe dels arsenats. Va ser anomenada així per Paul Ramdor, Friedrich Ahlfeld i Fritz Berndt l'any 1959 en honor del mineralogista argentí Victorio Angelelli (1908-1991), professor de la Universidad Nacional de La Plata i director de l'Institut Argentí de Recursos Minerals.

## Característiques
L'angelel·lita és un arsenat de ferro, de fórmula química Fe3+
4O₃(AsO₄)₂. Cristal·litza en el sistema triclínic formant cristalls tabulars. Es troba normalment em forma cristal·lina o bé en forma d'incrustacions globulars. La seva duresa a l'escala de Mohs és 5,5.
Segons la classificació de Nickel-Strunz, l'angelel·lita pertany a «08.BC - Fosfats, etc. amb anions addicionals, sense H₂O, només amb cations de mida mitjana, (OH, etc.):RO₄ > 1:1 i < 2:1» juntament amb els següents minerals: frondelita, rockbridgeïta, plimerita i aerugita.

## Formació i jaciments
Es tracta d'un mineral d'origen probablement exhalatiu en minerals d'estany. Sol trobar-se associada a altres minerals com cassiterita o hematites. Va ser descoberta l'any 1959 a la mina Vela Yareta (Jujuy, Argentina). També se n'ha trobat al dipòsit d'or i antimoni de Longruri (Tibet).